# Svanberga
Svanberga is een plaats in de gemeente Norrtälje in het landschap Uppland en de provincie Stockholms län in Zweden. De plaats heeft 479 inwoners (2005) en een oppervlakte van 56 hectare.